# سی لارستان جوزار
سی لارستان جوزار، روستایی از توابع بخش کبگیان شهرستان دنا در استان کهگیلویه و بویراحمد ایران است.

## جمعیت
این روستا در دهستان کبگیان قرار دارد و براساس سرشماری مرکز آمار ایران در سال ۱۳۸۵، جمعیت آن ۷۱ نفر (۱۳خانوار) بوده‌است.